# Nuits psychédéliques
Les Nuits psychédéliques sont un spectacle organisé par Jean-Jacques Lebel en novembre 1967 au Palais des sports de Paris. Connu également sous le nom de « La Fenêtre rose », il est le premier spectacle lié au mouvement hippie en France.
Il rassembla des artistes comme Soft Machine, Cat Stevens et The Spencer Davis Group.
Peu annoncé par la presse, il n'eut qu'un succès très relatif : 1 500 spectateurs se déplacèrent, parmi lesquels l'« avant-garde » de l'époque, comme Jean-Luc Godard ou Claude Lelouch. Il reste néanmoins la première découverte du psychédélisme par le public français.